# Alfonso Blanco (militar)
Tte. Cor. Alfonso Blanco fue un militar mexicano que participó en la Revolución mexicana. Nació en Veracruz en 1880. En 1913 se levantó en armas en Ixthuatlán, Veracruz, junto con Vicente Salazar. Combatió a las tropas del general huertista Emiliano Poucel. Más tarde se incorporó a la División de Oriente, jefaturada por el general Cándido Aguilar; participó en las tomas de Tamiahua, Tuxpan y Jalapa. Alcanzó el grado de teniente coronel. 